# Actividad nacional y desarrollo vigoroso
El actividad nacional y desarrollo vigoroso (en turco: Nasyonal Aktivite ve Zinde İnkişaf) fue un partido político neonazi y pan-turco.
Fue formado en Esmirna, Turquía en 1969 por un grupo de exmiembros del Partido Republicano de la Nación de Aldeanos (CKMP). El club mantuvo dos unidades de combate. Los miembros vestían uniformes de las SA y usaban el saludo hitleriano. Uno de los líderes, Gündüz Kapancıoğlu, fue readmitido en el Partido del Movimiento Nacionalista (MHP) en 1975. Unos días después, el partido se fusionó con el MHP y se abolió. El partido era relativamente pequeño, con un estimado de 20 miembros en su apogeo en 1969.